# Hygromiidae
Hygromiidae zijn een familie van weekdieren uit de klasse van de Gastropoda (slakken).

## Taxonomie
De volgende taxa zijn in de familie ingedeeld:
- Onderfamilie Hygromiinae Tryon, 1866
  - Tribus Hygromiini Tryon, 1866
    - = Cernuellini Schileyko, 1991

  - Tribus Archaicini Schileyko, 1978
  - Tribus Helicellini Ihering, 1909
    - = Jacostidae Pilsbry, 1948

  - Tribus Leptaxini C. Boettger, 1909
  - Tribus Metafruticicolini Schileykov, 1972
  - Tribus Trochulini Lindholm, 1927
    - = Trichiinae Lozek, 1956
    - = Helicopsini H. Nordsieck, 1987
- Onderfamilie Ciliellinae Schileyko, 1970
  - = Canariellini Schileyko, 1991
- Onderfamilie Geomitrinae C. Boettger, 1909
  - Tribus Geomitrini C. Boettger, 1909
    - = Ochthephilinae Zilch, 1960

  - Tribus Paedhoplitini Schileyko, 1978
  - Tribus Trochoideini H. Nordsieck, 1987
- Onderfamilie Monachainae Wenz, 1930 (1904)
  - = Carthusianini Kobelt, 1904
  - = Euomphaliinae Schileyko, 1978
  - = Hesseolinae Schileyko, 1991
- Onderfamilie Ponentininae Schiloyko, 1991

## Geslachten
- Candidula Kobelt, 1871 (grasslakken)
- Cernuella Schlüter, 1838 (duinslakken)
- Fruticocampylaea Kobelt, 1871
- Hygromia Risso, 1826
- Microxeromagna Ortiz de Zarate, 1950
- Monacha Fitzinger, 1833 (kartuizerslakken)
- Perforatella Schlüter, 1838
- Trochoidea T. Brown, 1827 (pyramideslakken)

## In Nederland waargenomen soorten
- Genus: Candidula
  - Candidula gigaxii - (Fijngeribde grasslak)
  - Candidula intersecta - (Grofgeribde grasslak)
  - Candidula unifasciata - (Eénbandige grasslak)
- Genus: Cernuella
  - Cernuella aginnica - (Franse duinslak)
  - Cernuella cisalpina - (Griekse duinslak)
  - Cernuella neglecta - (Afgevlakte duinslak)
  - Cernuella virgata - (Bolle duinslak)
- Genus: Euomphalia
  - Euomphalia strigella
- Genus: Helicella
  - Helicella itala - (Heideslak)
- Genus: Hygromia
  - Hygromia cinctella - (Gekielde loofslak)
- Genus: Monacha
  - Monacha cantiana - (Grote karthuizerslak)
  - Monacha cartusiana - (Kleine karthuizerslak)
- Genus: Monachoides
  - Monachoides incarnatus - (Bos-loofslak)
- Genus: Pseudotrichia
  - Pseudotrichia rubiginosa - (Oever-loofslak)
- Genus: Trochoidea
  - Trochoidea elegans - (Sierlijke pyramideslak)
- Genus: Trochulus
  - Trochulus hispidus - (Haarslak)
  - Trochulus plebeius
  - Trochulus striolatus - (Rosse haarslak)
- Genus: Xerocrassa
  - Xerocrassa geyeri - (Kleine pyramideslak)
- Genus: Xerosecta
  - Xerosecta cespitum - (Grote duinslak)
- Genus: Xerotricha
  - Xerotricha apicina - (Behaarde grasslak)
  - Xerotricha conspurcata - (Gevlekte grasslak)